# VDrift

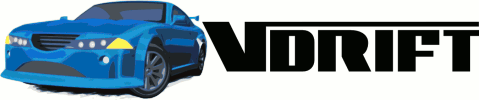
Logo VDrift

VDrift – wieloplatformowy, dostępny na wolnej licencji symulator jazdy samochodem skierowany głównie w stronę driftu. VDrift jest wydawany na licencji GNU General Public License (GPL) v2. Aktualnie jest dostępny dla systemów Linux, FreeBSD, OS X oraz Microsoft Windows.

## Historia
VDrift został stworzony przez Joe Venzona w roku 2005. Venzon, który był fanem gry Gran Turismo, był rozczarowany fizyką w grze podczas jazdy w poślizgu. Po poszukiwaniach w sieci znalazł open-sourcową grę „Vamos Automotive Simulator”, w której fizyka była lepsza, jednak grafika była bardzo minimalistyczna oraz możliwości były małe. Modyfikująć Vamos z użyciem kodu z jego wcześniejszych eksperymentów z silnikami 3D, stworzył pierwszą wersję VDrift.